# IC 4325
IC 4325 ist eine Balken-Spiralgalaxie vom Hubble-Typ SBbc im Sternbild Wasserschlange am Südsternhimmel. Sie ist rund 166 Millionen Lichtjahre von der Milchstraße entfernt.
Das Objekt wurde am 4. Mai 1904 von dem US-amerikanischen Astronomen Royal Harwood Frost entdeckt.